# Иванова, Ольга Тимофеевна
Ольга Тимофеевна Иванова (род. 11 мая 1944, Хабаровск) — современный российский режиссёр оперы, Заслуженный деятель искусств РСФСР (1989), лауреат Всероссийской литературно-театральной премии «Хрустальная роза Виктора Розова».

## Биография
Ольга Иванова родилась в Хабаровске. После окончания Вологодского музыкального училища]по классу фортепиано поступила в Ленинградскую государственную консерваторию имени Н. А. Римского-Корсакова, где получила специальность режиссёр музыкального театра. Первые театральные впечатления связаны с именем выдающегося советского театрального режиссёра н.а. СССР Г. А. Товстоногова. Ещё будучи студенткой консерватории, поставила несколько музыкальных спектаклей. Но по-настоящему творческий дебют состоялся в 1974 году в Московском камерном музыкальном театре под руководством Народного артиста СССР Б. А. Покровского постановкой оперы Дж. Россини «Брачный вексель».
С 1982 по 1992 годы — режиссёр-постановщик Московского академического музыкального театра имени К. С. Станиславского и Вл. И. Немировича-Данченко.
С 1994 по 1999 годы — главный режиссёр Саратовского академического театра оперы и балета.
С 2003 по 2006 годы — главный режиссёр и художественный руководитель оперы Нижегородского государственного академического театра оперы и балета имени А. С. Пушкина.
С 2006 года и по настоящее время работает в Московском государственном академическом камерном музыкальном театре под руководством Б. А. Покровского(с 2009 года — МГАКМТ имени Б. А. Покровского)
в должности режиссёра-постановщика (с 2006 по 2009 — помощник Художественного руководителя, в 2009 — главный режиссёр Театра).
С 2012 года преподает на кафедре оперно-симфонического дирижирования Российской академии музыки имени Гнесиных «Основы режиссуры музыкального театра», в том числе для студентов продюсерского факультета академии.
В 2015 году награждена Почётной грамотой Президента Российской Федерации.

## Оперные спектакли разных лет
Всего на творческом счету режиссёра около 100 постановок классических русских и зарубежных опер, оперных произведений современных композиторов, авторских музыкальных спектаклей.
 Среди наиболее значительных достижений — постановки опер:
- Н. Сидельников. «Бег». Московский государственный академический камерный музыкальный театр имени Б. А. Покровского, 2010 год
- П. И. Чайковский. «Пиковая дама». Краснодарский государственный музыкальный театр, 2010 год
- П. И. Чайковский. «Черевички». Московский государственный академический камерный музыкальный театр п/у Б. А. Покровского, 2008 год
- Ш. Чалаев. «Кровавая свадьба». Московский государственный академический камерный музыкальный театр п/у Б. А. Покровского, 2006 год
- Дм. Шостакович. «Леди Макбет Мценского уезда». Саратовский академический театр оперы и балета, 1996 год
- М. П. Мусоргский. «Хованщина». Саратовский академический театр оперы и балета, 1996 год
- В. Беллини. «Пират». Московский академический музыкальный театр имени К. С. Станиславского и Вл. И. Немировича-Данченко, 1989 год
- М. П. Мусоргский. «Борис Годунов». Московский академический музыкальный театр имени К. С. Станиславского и Вл. И. Немировича-Данченко, 1989 год
- В. Шебалин. «Укрощение строптивой». Саратовский государственный академический театр оперы и балета имени Н. Г. Чернышевского,1986 год
- Б. Брехт, К. Вайль. «Возвышение и падение города Махагони». Саратовский государственный академический театр оперы и балета имени Н. Г. Чернышевского, 1984 год
- С. Слонимский. «Мария Стюарт». Куйбышевский государственный театр оперы и балета, 1981 год
- Р. Щедрин. «Не только любовь». Московский академический музыкальный театр имени К. С. Станиславского и Вл. И. Немировича-Данченко, 1981 год
- Дж. Гершвин. «Порги и Бесс». Куйбышевский государственный театр оперы и балета, 1977 год

## Либретто
- «Миллионерша», музыкальная комедия по пьесе Б. Шоу, Муз. Е. Глебова (первая постановка — Московский государственный театр оперетты, 1986 год)
- «Мышеловка», мюзикл по пьесе А. Кристи, Муз. А. Журбина (первая постановка — Государственный театр оперы и балета Республики Коми, Сыктывкар, 2004 год)
- «Дикая собака Динго», мюзикл по повести Р. Фраермана, Муз. Э. Фертельмейстера (первая постановка — Омский государственный музыкальный театр, 2007 год)
- «Добровольцы», мюзикл по роману в стихах Е. Долматовского (в соавторстве с А. Бутвиловским), Муз. В. Дубовского (по заказу Омского государственного музыкального театра, 2009 год)
- «Мёртвые души», мюзикл по мотивам поэмы Н. В. Гоголя (в соавторстве с А. Бутвиловским), Муз. А. Журбина (первая постановка — Омский государственный музыкальный театр, 2010 год)
- «Жди меня…», музыкальная драма по пьесе К. Симонова (в соавторстве с А. Бутвиловским) на музыку песен военных лет (первая постановка — Нижегородский государственный академический театр оперы и балета имени А. С. Пушкина, 2010 год)
- «Коко Шанель», опера-мюзикл (в соавторстве с А. Бутвиловским), Муз. Э. Фертельмейстера (первая постановка — Нижегородский государственный академический театр оперы и балета имени А. С. Пушкина, 2014 год)